# Orestias mooni
Orestias mooni är en fiskart som beskrevs av Tchernavin, 1944. Orestias mooni ingår i släktet Orestias och familjen Cyprinodontidae. Inga underarter finns listade i Catalogue of Life.